# アイ・スマイル・バック
『アイ・スマイル・バック』（I Smile Back）は2015年のアメリカ合衆国のドラマ映画。監督はアダム・サルキー、主演はサラ・シルバーマンが務めた。本作はエイミー・コッペルマンの同名小説を原作としている。

## ストーリー
レイニーには2人の愛らしい子供と優しい夫と一緒にアッパーミドル階級に相応の邸宅に暮らしていた。これだけを見ればレイニーは幸せな人生を歩んでいるようにも思える。しかし、実際のところ、レイニーは現実に絶望していた。全てを破壊したいという衝動を抑えるのに必死の日々を送っていた。そんなある日、ついに衝動を抑えられなくなってしまった。

## キャスト
- エレイン・“レイニー”・ブルックス: サラ・シルバーマン
- ブルース・ブルックス: ジョシュ・チャールズ
- ドニー: トーマス・サドスキー
- スーザン: ミア・バロン
- イーライ・ブルックス: スカイラー・ゲルトナー
- ジャニー・ブルックス: シェイン・コールマン
- ヘンリー: ショーン・レダ
- ロジャー: クリス・サランドン
- ザック: ビリー・マグヌッセン
- ポーリン看護師: クリスティン・グリフィス
- デイジー: ウーナ・ローレンス
- ミスター・オデスキー: クラーク・ジャクソン
- ペイジ医師: テリー・キニー

## 公開
2015年1月25日、本作は第31回サンダンス映画祭でプレミアを迎えた。その直後、ブロード・グリーン・ピクチャーズが本作の配給権を購入した。また、エルサレム映画祭、ドーヴィル映画祭、トロント国際映画祭などアメリカ内外の映画祭でも上映された。10月23日、本作はアメリカで限定公開された。

## 評価
本作に対する批評家の評価は賛否両論となったが、主演のサラ・シルバーマンの演技に対しては賛辞が集まった。映画批評集積サイトのRotten Tomatoesには56件のレビューがあり、批評家支持率は55%、平均点は10点満点で6点となっている。サイト側による批評家の意見の要約は「『アイ・スマイル・バック』はサラ・シルバーマンの演技の幅の広さを知らしめているが、彼女の演技の深さに相応の映像を作り上げることに失敗している。」となっている。また、Metacriticには19件のレビューがあり、加重平均値は59/100となっている。

## 受賞
| 年   | 賞                             | カテゴリ   | 対象               | 受賞結果   |
| ---- | ------------------------------ | ---------- | ------------------ | ---------- |
| 2015 | ワシントンD.C.映画批評家協会賞 | 主演女優賞 | サラ・シルバーマン | ノミネート |
| 2016 | 全米映画俳優組合賞             | 主演女優賞 | サラ・シルバーマン | ノミネート |